# 澤野正明
澤野 正明（さわの まさあき、1954年3月2日 - ）は、日本の弁護士。シティユーワ法律事務所パートナー。第一東京弁護士会会長や、日本弁護士連合会副会長を務めた。

## 人物・経歴
早稲田大学法学部卒業後、1985年に弁護士登録し、のちシティユーワ法律事務所パートナーに就任。2012年ホームメイドクッキング監査役。2017年日本弁護士連合会副会長、第一東京弁護士会会長。2018年蝶理取締役監査等委員。2024年春の叙勲で旭日中綬章受章。